# Шелковый, Сергей Епифанович
Сергей Епифанович Шелковый (8 [21] сентября 1912, Павловка, Харьковская губерния — 25 декабря 1997, Химки, Московская область) — Советский военачальник, Герой Советского Союза (1945). Генерал-лейтенант (1962). 

## Биография

### Ранние годы
Сергей Шелковый родился 8 (21) сентября 1912 года в крестьянской семье в селе Павловка Полково-Никитовской волости Богодуховского уезда Харьковской губернии, ныне село входит в Богодуховскую городскую общину (укр. Богодухівська міська громада) Богодуховского района Харьковской области Украины. Украинец.
Окончил 2 курса Харьковского ветеринарного института. 
В октябре 1934 года призван в Рабоче-крестьянскую Красную Армию. Служил курсантом в 23-й стрелковой дивизии. В 1938 году окончил Харьковское военное училище «Школа червоных старшин», после чего служил на Дальнем Востоке командиром взвода, роты в составе пулемётных батальонов 105-го и 15-го укреплённых районов (УР) В 1942 году окончил ускоренный курс Военной академии РККА имени М. В. Фрунзе.

### Участие в Великой Отечественной войне
В действующей армии на фронтах в Великой Отечественной войне с августа 1942 года. Был начальником штаба, заместителем командира и командиром стрелкового полка. Воевал на Сталинградском, Донском, Западном, Брянском, Калининском, 1-м Прибалтийском, 3-м Белорусском фронтах. В боях дважды ранен.
Участвовал в оборонительных и наступательных боях севернее Сталинграда и в его освобождении в 1942 году, в боях на Курско-Орловской дуге, в том числе в освобождении городов Карачев, Брянск, в Городокской операции в 1943 году.
В 1942 году вступил в ВКП(б).
10 марта 1944 года С. Е. Шелковый был назначен командиром 79-го гвардейского стрелкового полка 26-й гвардейской стрелковой дивизии 8-го гвардейского стрелкового корпуса 11-й гвардейской армии. Во главе полка дошёл до Победы, успешно действуя в Белорусской операции, в форсировании Березины и освобождении посёлков Сенно, Логойск, города Молодечно, в освобождении Литвы, в форсировании реки Неман с завоеванием плацдарма, в боях на границе с Восточной Пруссией в 1944 году. В 1945 году участвовал в Восточно-Прусской наступательной операци, в том числе в освобождении городов Гумбиннен (Гусев), Инстербург (Черняховск), в в штурме Кёнигсберга (Калининград), в Земландской операции с выходом к Балтийскому морю — в 1945 году.

### Подвиг
Командир 79-го гвардейского стрелкового полка 26-й гвардейской стрелковой дивизии 11-й гвардейской армии 3-го Белорусского фронта гвардии майор Шелковый в боях в июне—июле 1944 года организовал форсирование с ходу Березины и Немана. На Немане в сложной обстановке возглавил бой передового отряда. Успех в этом бою обеспечил форсирование реки южнее города Алитус.
Указом Президиума Верховного Совета СССР от 24 марта 1945 года за образцовое выполнение заданий командования в борьбе против немецко-фашистских захватчиков и проявленные при этом мужество и героизм Шелковому Сергею Епифановичу было присвоено звание Героя Советского Союза с вручением Ордена Ленина и медали «Золотая Звезда».
В феврале 1945 года 79-й гвардейский стрелковый полк гвардии подполковника Шелкового участвовал в прорыве гитлеровской обороны и в штурме города Инстербург (Черняховск), за что получал ещё один орден Красного Знамени. Последние бои в Великой Отечественной войне гвардии подполковник Шелковый провел в ходе Кёнигсбергской и Земландской операций в апреле-мае 1945 года. Полк под его командованием участвовал в овладении городом Велау (Знаменск) и в штурме Кёнигсберга (Калининград).
9 апреля 1945 года Кёнигсберг пал. А 5 мая 1945 года бойцы Шелкового вышли на берег Балтийского моря севернее города Людвигсорт (Ладушкин) и принялись палить из всех видов оружия в воздух в знак своей Победы.

### После войны
После войны продолжал службу в Советской Армии. До 1950 года С. Е. Шелковый командовал тем же полком, а с ноября 1950 года служил заместителем командира 16-й стрелковой дивизии Прибалтийского военного округа. В том же году заочно окончил полный курс Военной академии имени М. В. Фрунзе и с декабря 1951 года по декабрь 1953 года командовал 13-й отдельной гвардейской стрелковой бригадой (с ноябре 1953 года развёрнута в 3-ю гвардейскую стрелковую дивизию в Прибалтийском военном округе. 
В декабре 1953 года был переведён в Группу советских оккупационных войск в Германии, где стал командиром 94-й гвардейской стрелковой дивизии. С ноября 1954 года — заместитель командира 29-го гвардейского стрелкового корпуса, с декабря 1955 года — заместитель командира 23-го стрелкового корпуса.
С мая 1956 года С. Е. Шелковый командовал 19-й гвардейской механизированной, а с мая 1957 года — 26-й гвардейской танковой дивизиями в составе Группы советских войск в Германии.
15 ноября 1957 года генерал-майор Шелковый стал слушателем Военной академии Генерального штаба имени К. Е. Ворошилова, в октябре 1958 года окончил академию. С ноября 1958 года С. Е. Шелковый служил заместителем командира 30-го гвардейского армейского корпуса. С января 1960 года по февраль 1964 года командовал 1-м армейским корпусом в Туркестанском военном округе.
Делегат XXII съезда КПСС (октябрь 1961 года).
С июля 1964 года генерал-лейтенант С. Е. Шелковый занимал должность заместителя командующего 7-й гвардейской армией по боевой подготовке, а феврале 1967 года переведён на должность помощника командующего войсками Уральского военного округа.
С августа 1971 генерал-лейтенант Шелковый — в запасе. Жил в городе Химки Московской области, работал старшим инженером Всесоюзного научно-технического информационного центра.
Сергей Епифанович Шелковый умер 25 декабря 1997 года. Похоронен на Долгопрудненском кладбище города Долгопрудный Московской области, участок 62.

## Воинские звания
- Лейтенант (июнь 1938)
- Старший лейтенант (30.07.1941)
- Капитан (5.01.1943)
- Майор (19.07.1943)
- Подполковник (23.08.1944)
- Полковник (16.11.1949)
- Генерал-майор (3.08.1953)
- Генерал-лейтенант (27.04.1962)

## Награды
- Герой Советского Союза, 24 марта 1945 года
  - Орден Ленина № 34321
  - Медаль «Золотая Звезда» № 4202
- Четыре ордена Красного Знамени (13.08.1943[3]; 31.10.1944[4]; 23.02.1945[5], 5.11.1954);
- Орден Суворова III степени (2.07.1944);
- Орден Отечественной войны I степени (11.03.1985[6]);
- Орден Красной Звезды (15.11.1950);
- Медаль За боевые заслуги (3.11.1944);
- Медаль «В ознаменование 100-летия со дня рождения Владимира Ильича Ленина» (1970);
- Медаль «За оборону Сталинграда» (1942);
- Медаль «За победу над Германией в Великой Отечественной войне 1941—1945 гг.» (9 мая 1945[7]);
- Юбилейная медаль «Двадцать лет Победы в Великой Отечественной войне 1941—1945 гг.» (7 мая 1965[8]);
- Юбилейная медаль «Тридцать лет Победы в Великой Отечественной войне 1941—1945 гг.»[9];
- Медаль «Сорок лет Победы в Великой Отечественной войне 1941-1945 гг.»[10];
- Юбилейная медаль «50 лет Победы в Великой Отечественной войне 1941—1945 гг.»[11];
- Медаль «За взятие Кёнигсберга» (9 июня 1945[12]);
- Медаль «Ветеран Вооружённых Сил СССР»;
- Медаль «30 лет Советской Армии и Флота»[13];
- Юбилейная медаль «40 лет Вооружённых Сил СССР»[14];
- Юбилейная медаль «50 лет Вооружённых Сил СССР» (26 декабря 1967[15]);
- Юбилейная медаль «60 лет Вооружённых Сил СССР» (28 января 1978[16]);
- Юбилейная медаль «70 лет Вооружённых Сил СССР» (28 января 1988[17]);
- Медаль «За безупречную службу» I степени.

## Память
- Имя Героя высечено золотыми буквами в зале Славы Центрального музея Великой Отечественной войны в Парке Победы города Москвы.
- Летом 2012 года установлена мемориальная доска на доме, в котором он жил: Московская область, город Химки, улица Нахимова, дом 6.
- Бюст, установлен на Аллее Героев на проспекте Мира в городе Химки Московской области. Открыт 9 мая 2011 года.